# Europamästerskapen i fälttävlan 1985
Europamästerskapen i fälttävlan 1985 arrangerades i Burghley, Storbritannien. Tävlingen var den 17:e upplagan av europamästerskapen i fälttävlan.

## Resultat
| Placering | Ryttare               | Häst        | Land |
| --------- | --------------------- | ----------- | ---- |
| 1         | Virginia Holgate-Leng | Priceless   | GBR  |
| 2         | Lorna Clarke          | Myross      | GBR  |
| 3         | Ian Stark             | Oxford Blue | GBR  |

| Placering | Land           |
| --------- | -------------- |
| 1         | Storbritannien |
| 2         | Frankrike      |
| 3         | Västtyskland   |